# Rustington
Rustington est une ville et une paroisse civile anglaise située dans le district d'Arun, dans le comté du Sussex de l'Ouest. En 2011, sa population était de 13 883 habitants.